# Gare d'Ahuntsic
Cet article concerne l'ancienne gare de Via Rail. Pour la gare actuelle de train de banlieue de Montréal, voir Gare Ahuntsic. Pour les autres significations, voir Ahuntsic (homonymie).
La  gare d'Ahuntsic est un ancien arrêt dans l'arrondissement Ahuntsic-Cartierville à Montréal, desservie par lignes Montréal-Senneterre et Montréal-Jonquière de Via Rail Canada. La gare se retrouvait à l'avenue Durham, à environ 500 mètres de marche de la station de métro Sauvé. La gare Sauvé de la ligne 15 - Mascouche est située dans les environs.
Le 27 juin 2017, la gare d'Ahuntsic est fermée avec la gare de L'Assomption par Via Rail. Elles sont remplacées par les gares de Sauvé et Anjou.

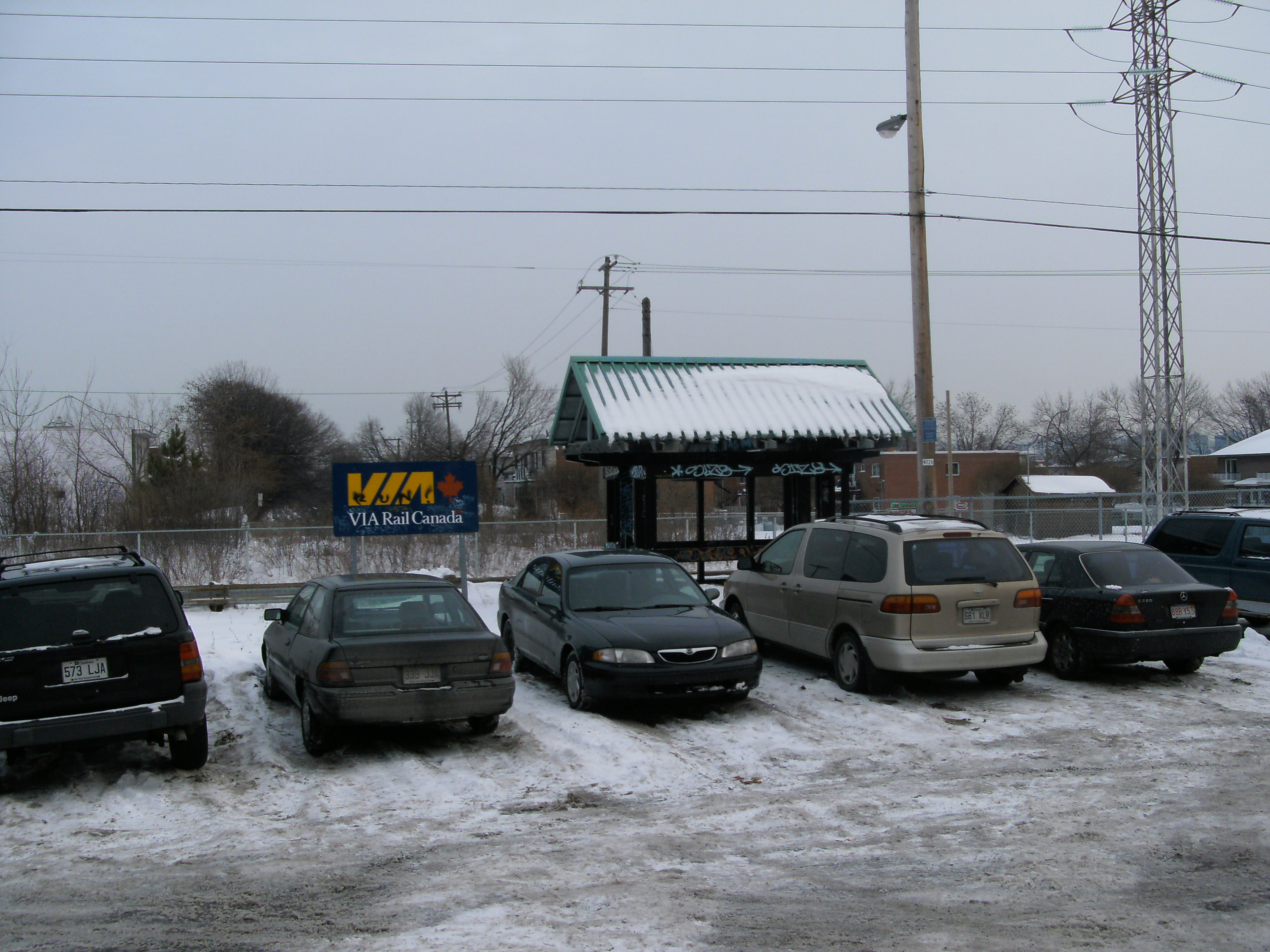
La gare d'Ahuntsic à Montréal, vue de l'avenue Durham.